# 劉翼 (蠡吾侯)
劉翼（りゅう よく、生没年不詳）は、後漢の皇族。蠡吾侯。章帝の孫で、桓帝の父にあたる。

## 経歴
河間孝王劉開と趙氏との間の子として生まれた。119年（元初6年）、太后の鄧綏が済北王劉寿や河間王劉開の息子たちを洛陽に招いたところ、劉翼のふるまいや容姿が美しいのをめずらしく思って、亡き平原懐王劉勝の後を嗣がせようとした。120年（永寧元年）4月己巳、劉翼は平原王に封じられた。121年（建光元年）、鄧太后が死去すると、安帝の乳母の王聖と中常侍の江京らが鄧騭兄弟と劉翼を讒言して、中大夫趙王とともに反乱を計画し、帝位をうかがっていると誣告した。劉翼は都郷侯に降格され、河間国に帰された。劉翼は賓客を断って、閉門蟄居した。130年（永建5年）、父の劉開が上書して、河間国の蠡吾県を劉翼に分封したいと願い出た。順帝はこれを許し、劉翼は蠡吾侯に封じられた。
劉翼の死後、子の劉志が後を嗣いで蠡吾侯となった。146年（本初元年）、劉志（桓帝）が即位すると、劉翼は孝崇皇と追尊された。廟を烈廟といい、陵を博陵といった。

## 子女
- 桓帝劉志
- 勃海王劉悝
- 平原王劉碩

## 伝記資料
- 『後漢書』巻55 列伝第45